# La Leçon de dessin
La Leçon de dessin est un tableau du peintre néerlandais du siècle d'or Jan Steen, réalisé vers 1665 et conservé au Getty Center de Los Angeles.

## Description
La composition de cette peinture à l'huile sur panneau de bois représente un artiste en train de donner un cours de dessin à deux élèves : un garçon et une jeune femme. L'objet de la leçon semble être un nu masculin en plâtre. D'autres objets en plâtre occupent la pièce, comme le putto suspendu au plafond ou bien les parties du corps humain accrochés à l'étagère portant une sculpture de taureau. Sur la table figurent des pinceaux, des crayons, et une gravure de la tête d'un homme âgé (d'après une œuvre de Jan Lievens). En arrière-plan, derrière la tapisserie relevée, on aperçoit un violon et un chevalet portant un tableau. Dans le coin inférieur droit sont empilés des objets caractéristiques du genre pictural des vanités : un crâne humain, une couronne de laurier, du vin, un luth (ou un cistre) , etc.

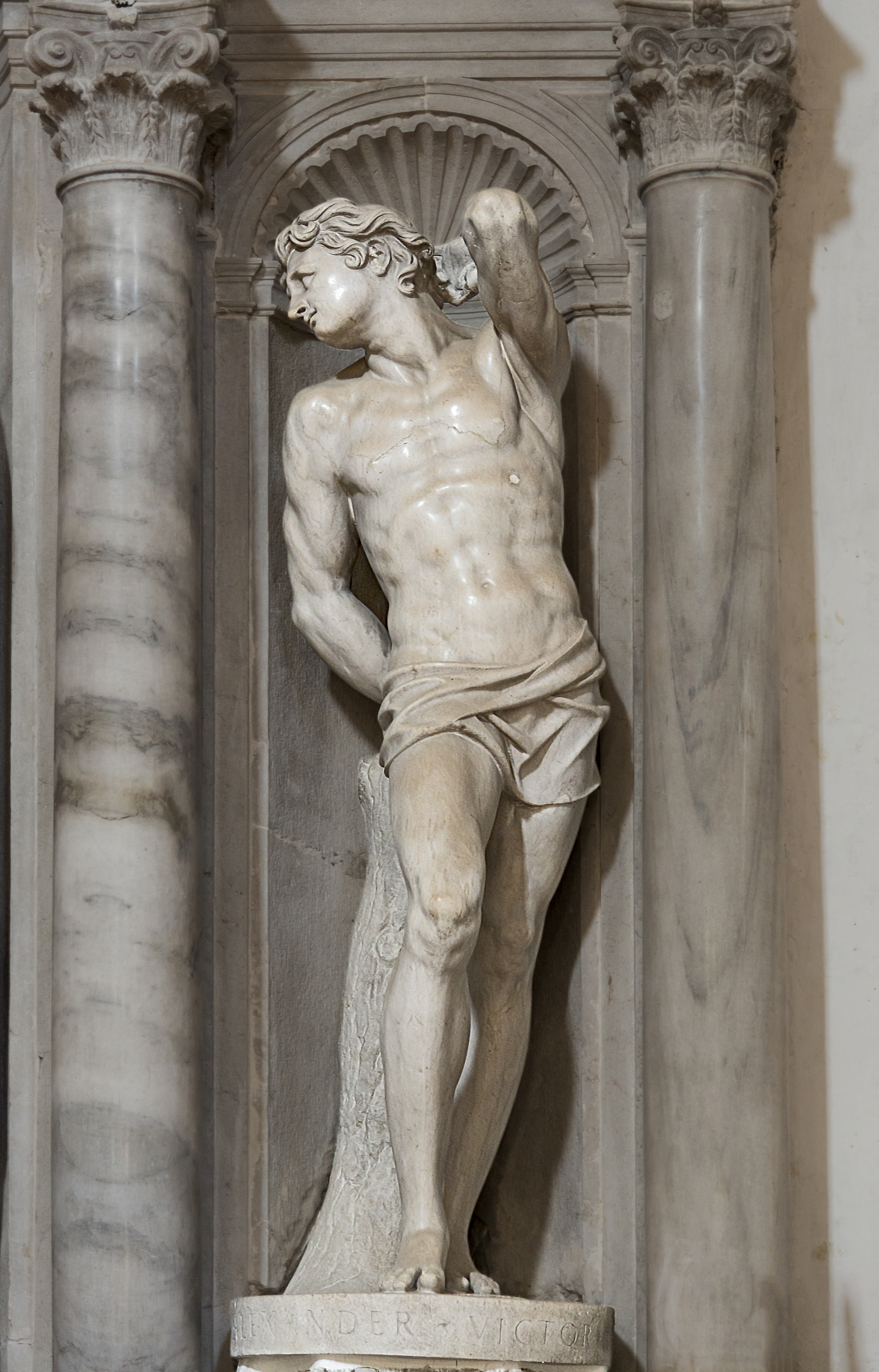
Alessandro Vittoria, Saint Sébastien, 1562, Venise.

La sculpture en plâtre est une reproduction du Saint Sébastien du sculpteur italien Alessandro Vittoria (1561-1562, église Saint-François-de-la-Vigne de Venise),. Le putto est réalisé dans le style de sculpteurs flamands comme François Duquesnoy ou Artus Quellinus.
Une bouteille de vernis repose sur le bord de la fenêtre. La palette tenue par le professeur suggère qu'il était en train de peindre et s'est interrompu pour corriger le dessin au crayon de son élève. La peinture sur le chevalet au fond représente deux figures humaines, l'une agenouillée devant l'autre : il pourrait s'agir de la scène biblique du Bon Samaritain.
La pièce où se tiennent les personnages, très grande pour un atelier de peintre, possède un plafond à voûte d'arêtes. Le peintre porte une robe en soie rappelant un kimono (alors à la mode en Hollande), tandis que la jeune femme est richement vêtue de satin et d'hermine.
Le tableau est signé en bas à gauche du monogramme de Jan Steen.

## Interprétation
Cette œuvre peut être considérée comme une allégorie de l'art de la peinture et de la profession de peintre. Jan Steen a pour objectif de célébrer la peinture comme art en multipliant les références aux théories esthétiques : le violon représente l'inspiration artistique, les représentations d'organes humains font référence à la perfection du modèle humain que doivent suivre les peintres, la couronne de laurier et le crâne rappellent le contraste entre la brièveté de la vie et la durabilité des œuvres d'art, et le taureau pourrait être le symbole de saint Luc, patron des peintres. La taille inhabituelle de l'atelier et la richesse des vêtements des personnages mettent également en valeur le rôle du peintre. Cet objectif explique que le style est plus sérieux et appliqué que dans les autres œuvres de Steen.

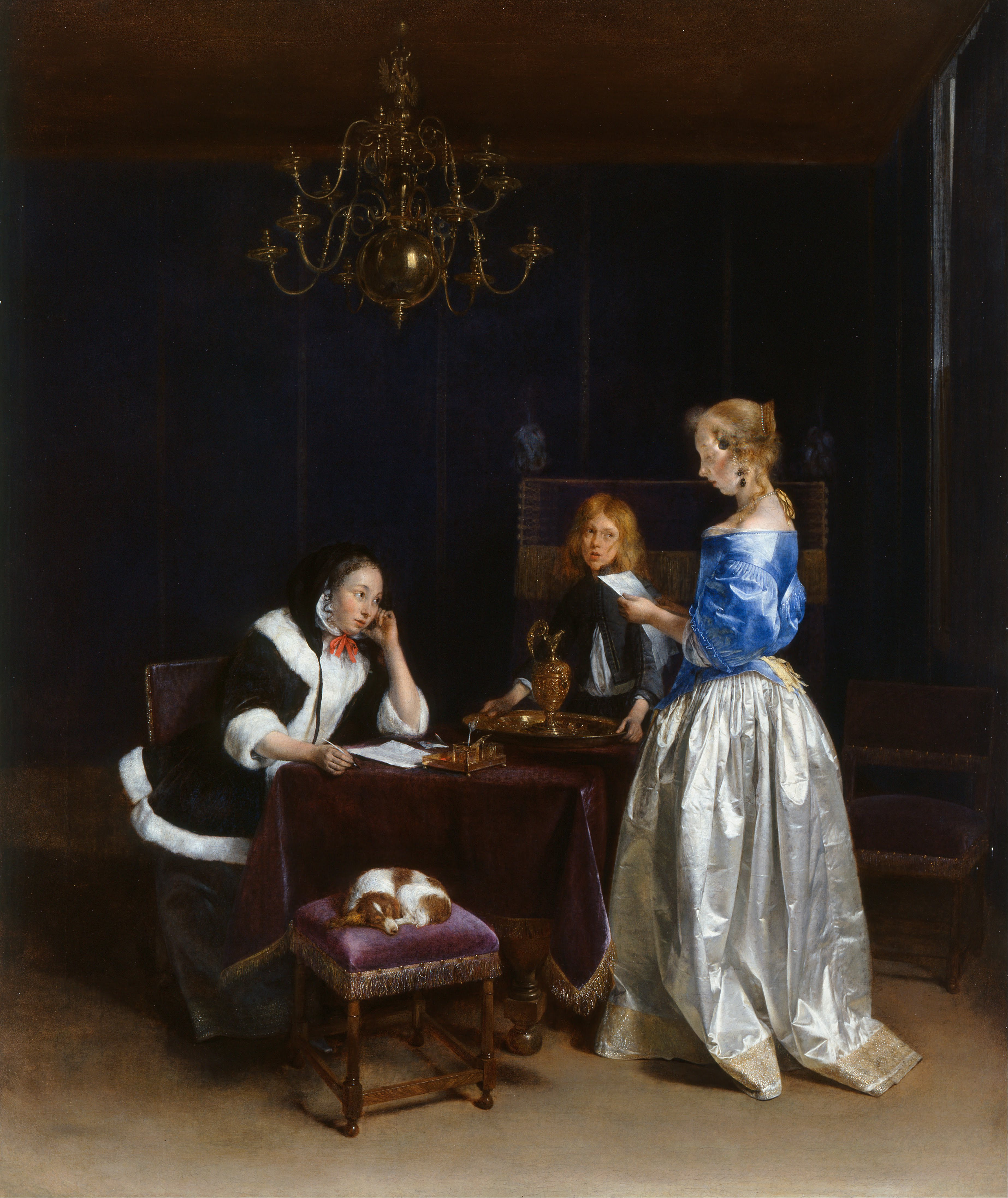
Gerard ter Borch, La Lettre, 1660-1665, Royal Collection.

Toutefois, ces éléments allégoriques sont relégués à la périphérie de l'image, alors que le centre est occupé par une représentation réaliste de la pratique  et de l'enseignement artistiques.
Le peintre représenté n'est pas Steen lui-même ou un autre artiste connu, mais symbolise plutôt l'archétype du peintre. On peut déduire du fait que le tableau au fond sur le chevalet semble être une peinture d'histoire ou une peinture religieuse que le peintre est de premier plan : ces genres étaient en effet au sommet de la hiérarchie des genres telle que définie par les théoriciens de l'art, et réservés aux meilleurs artistes.
La position des élèves (particulièrement du garçon) rappelle un tableau de Gerard ter Borch, La Lettre (en) (v. 1660-1665),.
La présence d'un jeune garçon, occupant la fonction d'apprenti, est normale pour un atelier de peintre du XVIIe siècle. Les apprentis peintres commençaient leur formation vers l'âge de dix ans dans l'atelier d'un maître. Ils s'exerçaient à d'abord à copier des dessins, puis à dessiner des modèles en plâtre,.
La présence de la jeune femme est plus étonnante. La qualité de ses vêtements laisse penser qu'il s'agit de la fille d'une famille aisée envoyée auprès du peintre pour étudier l'art en amateur (ce qui tend, là encore, à rehausser le prestige du peintre et de la peinture). D'après le critique d'art Leo Steinberg, la jeune femme est le sujet d'un sous-texte érotique de l'œuvre : les deux élèves négligent la leçon de leur professeur, le garçon pour regarder la fille, la fille pour regarder le nu masculin. Toutefois, cette interprétation n'est pas admise par tous les spécialistes.

## Provenance
L'œuvre a appartenu notamment à Marc-René de Voyer d'Argenson, au duc de La Vallière, au marchand d'art britannique Martin H. Colnaghi (en), au collectionneur germano-belge August de Ridder (de), à l'homme d'affaires danois A. Reimann (en), et au marchand d'art britannique Edward Speelman (en) qui la vend au J. Paul Getty Museum en 1983,.

## Sources
- [Chapman 1995] (en) H. Perry Chapman, « Jan Steen as family man: Self-portrayal as an experiental mode of painting », Nederlands Kunsthistorisch Jaarboek (NKJ) / Netherlands Yearbook for History of Art, Brill, vol. 46 « Bleed En Zelfbeeld In De Nederlandse Kunst, 1550-1750 / Image And Self-image In Netherlandish Art, 1550-1750 »,‎ 1995, p. 368-393 (JSTOR 43875975, lire en ligne [PDF])
- [Chapman, Kloek et Wheelock, 1996] (en) H. Perry Chapman, Wouter Th. Kloek et Arthur K. Wheelock Jr., Jan Steen: Painter and Storyteller (catalogue d'exposition), Washington, National Gallery of Art, 1996, 272 p. (ISBN 9780300067934, lire en ligne [PDF]).
- [Golahny 2017] (en) Amy Golahny, « Early Reception of Rembrandt’s Hundred Guilder Print: Jan Steen’s Emulation », Journal of Historians of Netherlandish Art, vol. 9, no 1,‎ 2017 (ISSN 1949-9833, DOI 10.5092/jhna.2017.9.1.10, lire en ligne [PDF]).
- [Steinberg 1990] (en) Leo Steinberg, « Steen's Female Gaze and Other Ironies », Artibus et Historiae, vol. 11, no 22,‎ 1990, p. 107-128 (JSTOR 1483402, lire en ligne).
- [Walsh 1989] (en) John Walsh, « Jan Steen's Drawing Lesson and the training of artists », Source: Notes in the History of Art, vol. 8/9, nos 4/1,‎ 1989, p. 80-86 (JSTOR 23202702, lire en ligne).
- [Walsh 1996] (en) John Walsh, Jan Steen: The Drawing Lesson, Los Angeles, J. Paul Getty Museum, 1996, 104 p. (ISBN 978-0-89236-392-6, lire en ligne [PDF]).